# Cúpula América do Sul - Países Árabes
A Cúpula América do Sul - Países Árabes (ASPA) é uma conferência inter-regional que compreende a União de Nações Sul-Americanas (Unasul), a Liga dos Estados Árabes (LEA) e os 34 países que participam destas organizações.
Suas reuniões têm o objetivo de impulsionar o intercâmbio econômico e comercial, buscar pontos de convergência em temas políticos de grande importância mundial e promover a aproximação das sociedades civis de seus membros.
Sua criação adveio de proposta brasileira apresentada em 2003.

## Conferências
- 1.ª Cúpula ASPA — foi realizada em Brasília, a 10 e 11 de maio de 2005. Dela participaram 34 países, sendo 12 sul-americanos e 22 árabes. Durante a realização da primeira cúpula, também foram reconhecidas como membros, além dos Estados que as compõem, a Unasul e a LEA. Sua agenda incluiu como temas principais consolidar a cooperação científica, técnica e cultural entre ambas as regiões, e de facilitar as condições para incrementar o comércio e as inversões mútuas.
- 2.ª Cúpula ASPA — foi realizada em Doha, a 31 de março de 2009. Seu principal resultado foi o estabelecimento da atual estrutura temática de conferências, divididas em cúpulas, conselhos e comitês especializados, e a designação de duas coordenações regionais encarregadas das funções de secretariado e de implementação dos calendários dos comitês.
- 3.ª Cúpula ASPA — foi realizada em Lima, a 2 de outubro de 2012.
- 4.ª Cúpula ASPA — foi realizada em Riade, de 9 a 11 de novembro de 2015. Na ocasião, foram comemorados os dez anos de atividade do mecanismo. Em sua agenda, constaram temas de cooperação nas áreas de energia, saúde, educação e cultura, e temas políticos de relevância internacional, como a Guerra Civil Síria e a Questão Palestina. A reunião produziu a Declaração de Riade e o Plano de Ação de Riade, que, entre outros efeitos, expandiram o escopo da cooperação inter-regional às áreas jurídica e midiática. Às vésperas da cúpula, nos dias 8 e 9 de novembro, foi também realizado o 4.º Fórum Empresarial ASPA.

A quinta cúpula era prevista para ser realizada na Venezuela, em 2018.

## Estrutura
A atual estrutura da ASPA, conforme estabelecida em sua segunda reunião, é a seguinte:
- Cúpula de Chefes de Estado e de Governo, realizada trienalmente;
- Conselho de Chanceleres;
- Conselho de Altos Funcionários;
- Comitê de Ciência e Tecnologia;
  - Subcomitê de Cooperação Agrícola;
  - Subcomitê de Energia;
- Comitê de Assuntos Ambientais;
  - Subcomitê de Combate à Desertificação;
- Comitê de Cultura e Educação;
- Comitê de Economia;
- Comitê de Assuntos Sociais;
- Coordenação Regional "Árabe", realizada pelo Secretário-Geral da LEA;
- Coordenação Regional "Sul-Americana", realizada pro tempore pelo Brasil, com previsão de repasse à Unasul.